# 昭和園
昭和園（しょうわえん）は、兵庫県西宮市にある高級邸宅街の名称。
西宮市内の他の甲風園など「園」の字を含む六つの地域とあわせて高級邸宅街として有名な西宮七園の一つに数えられている。他の「園」と称される住宅地と比較すると邸宅は少なく、駅前という利点から高層マンションが多く建てられている。阪急沿線北側に位置し、「昭和園」の地名は存在しないが、依然として高級邸宅街として高い人気を集めている。

## 概要
- 現在、「昭和園」の地名は存在しないものの、阪急電鉄西宮北口駅の北西にある「北昭和町」・「南昭和町」がそれに該当する。また、今津西線上にある阪急バスのバス停は「昭和町」となっている。
- 西宮北口駅西側にある踏切は「阪急昭和園道踏切道」という名称が付けられており、数少ない「昭和園」の名残を留めるものとなっている。自治会も昭和園自治会である。

## 沿革
- 1927年頃より、日本ペイントが住宅地として開発し、売出しを始めたのが創始だと言われている。しかし、東川の排水不良もあって雨で浸水するなど欠陥が多く、戦前の発展は余り見られなかった。本格的に開発が進むのは、戦後になってからである。
- 「園」の文字を入れたのは、同市にすでに存在した他の住宅街に倣った為であり、「昭和」は元号に因んでいる。

## 主な施設
- 西宮北昭和郵便局
- 西宮公同教会

## アクセス
- 阪急神戸線 西宮北口駅

## 画像

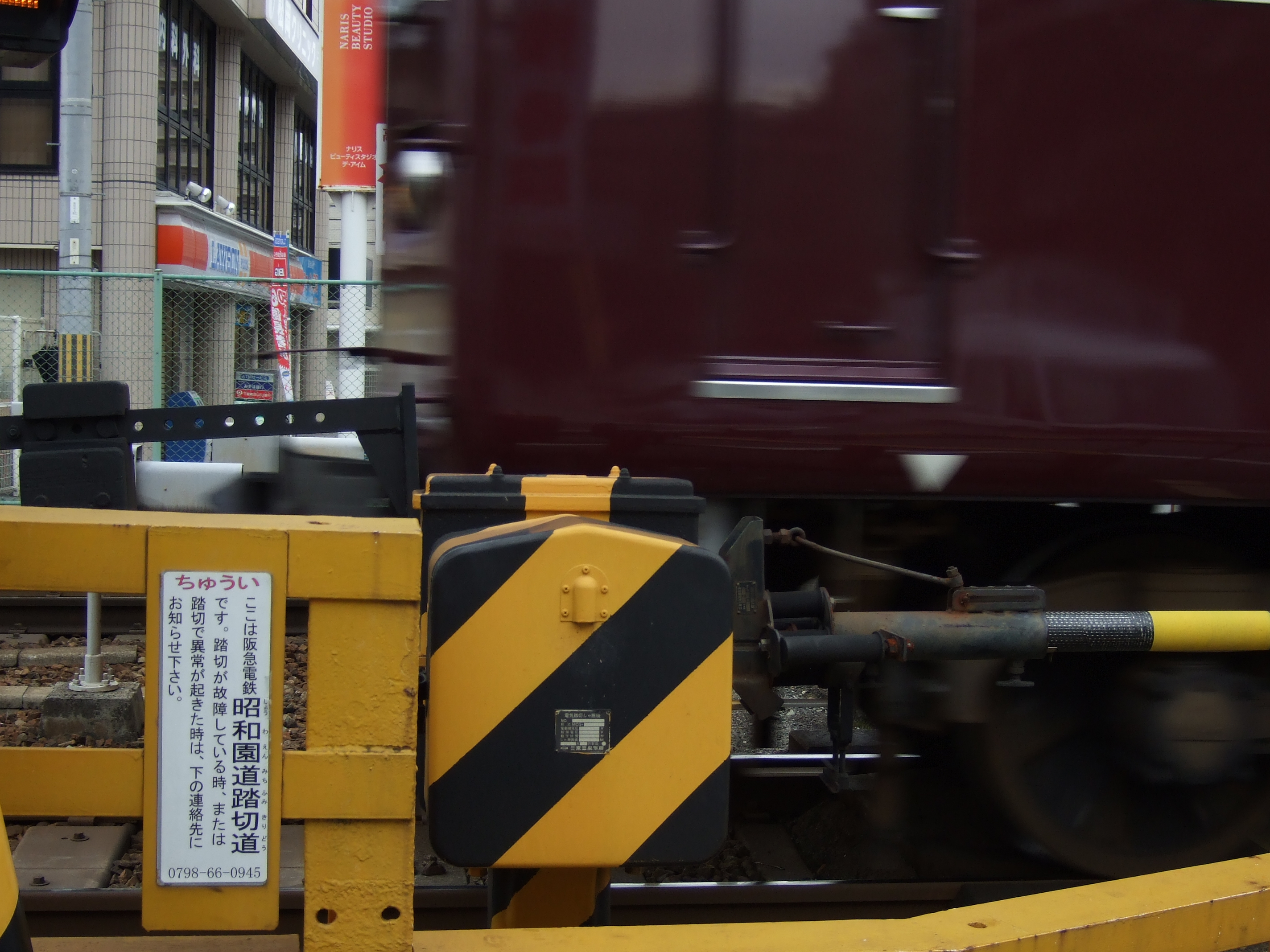
踏切道南側から撮影。
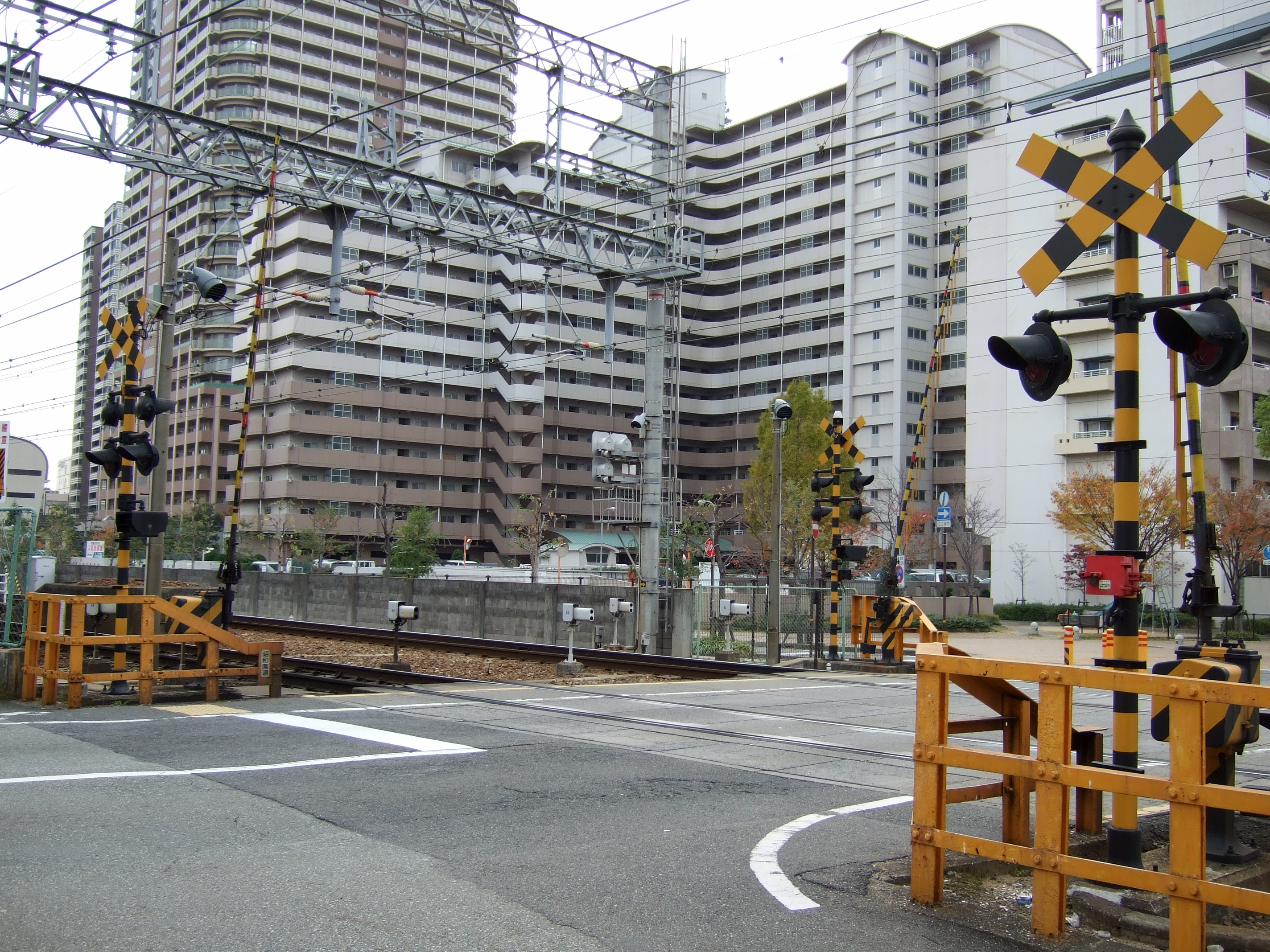
踏切道北側から撮影。